# Alaçardırlı
Alaçardırlı è un comune dell'Azerbaigian situato nel distretto di Bərdə. Conta una popolazione di 1 379 abitanti.